# Мирошник, Андрей Степанович
Андрей Степанович Мирошник (29 сентября 1922, Носовский район — 27 января 1944) — капитан Рабоче-крестьянской Красной Армии, участник Великой Отечественной войны, Герой Советского Союза (1943).

## Биография
Андрей Мирошник родился 29 сентября 1922 года в селе Плоское (ныне — Носовский район Черниговской области Украины). Окончил девять классов школы и библиотечный техникум в Нежине. В 1941 году Мирошник был призван на службу в Рабоче-крестьянскую Красную Армию. Окончил Ташкентское пехотное училище. С 1942 года — на фронтах Великой Отечественной войны.
К осени 1943 года капитан Андрей Мирошник командовал ротой 1339-го стрелкового полка 318-й стрелковой дивизии 18-й армии Северо-Кавказского фронта. Отличился во время Керченско-Эльтигенской операции. Рота Мирошника переправился через Керченский пролив на побережье Керченского полуострова в районе посёлка Эльтиген (ныне — Героевское в черте Керчи) и приняла активное участие в боях с противником. В тех боях Мирошник неоднократно был ранен, но продолжал сражаться, лично поднимал своих подчинённых в контратаки.
Указом Президиума Верховного Совета СССР от 17 ноября 1943 года за «мужество и героизм, проявленные в боях за Керченский полуостров» капитан Андрей Мирошник был удостоен высокого звания Героя Советского Союза с вручением ордена Ленина и медали «Золотая Звезда» за номером 2173.
27 января 1944 года Мирошник погиб в бою. Похоронен в братской могиле в станице Тамань Темрюкского района Краснодарского края.
Был также награждён орденом Красного Знамени и медалью.

## Память

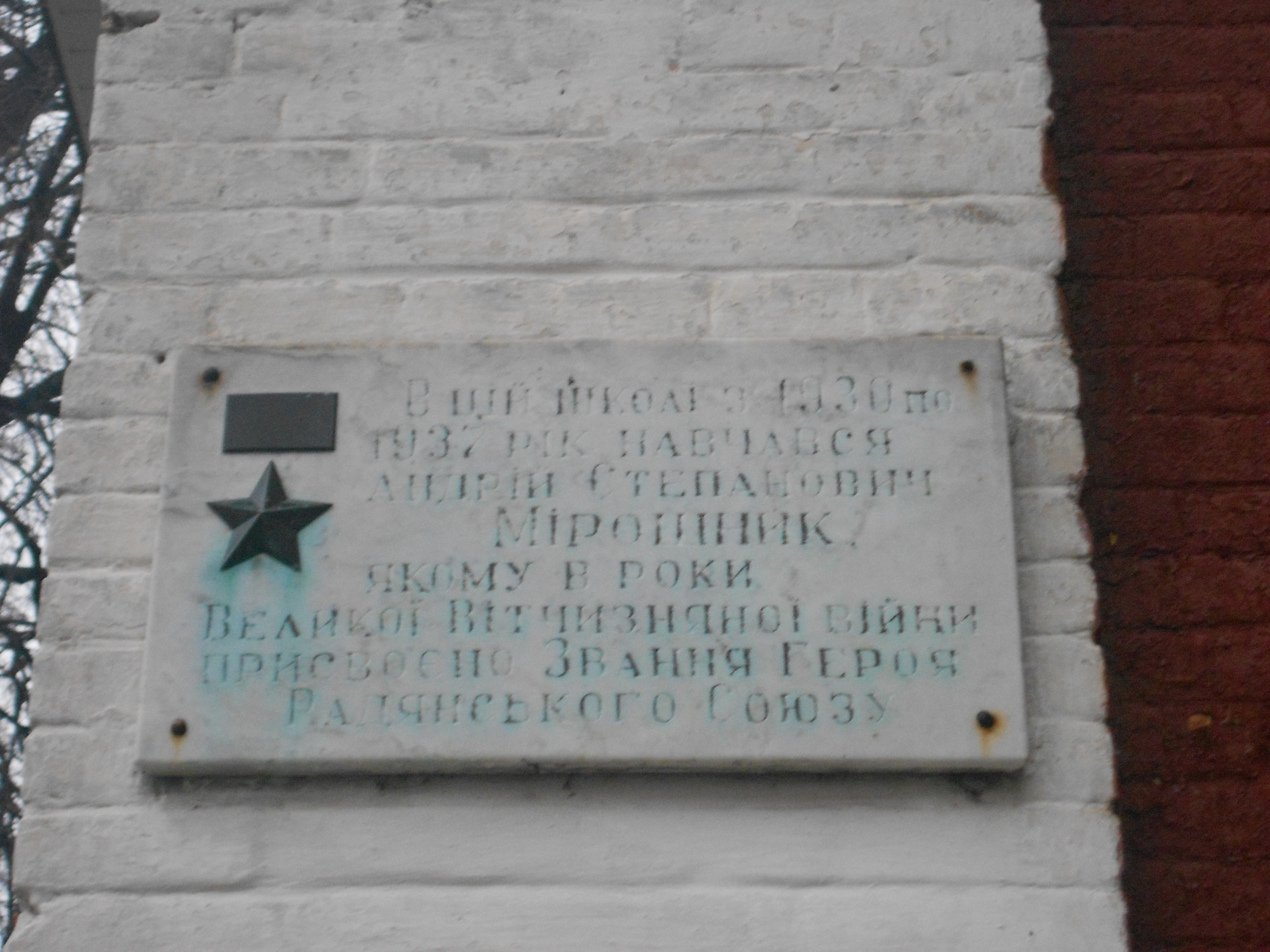
Мемориальная доска в селе Плоское
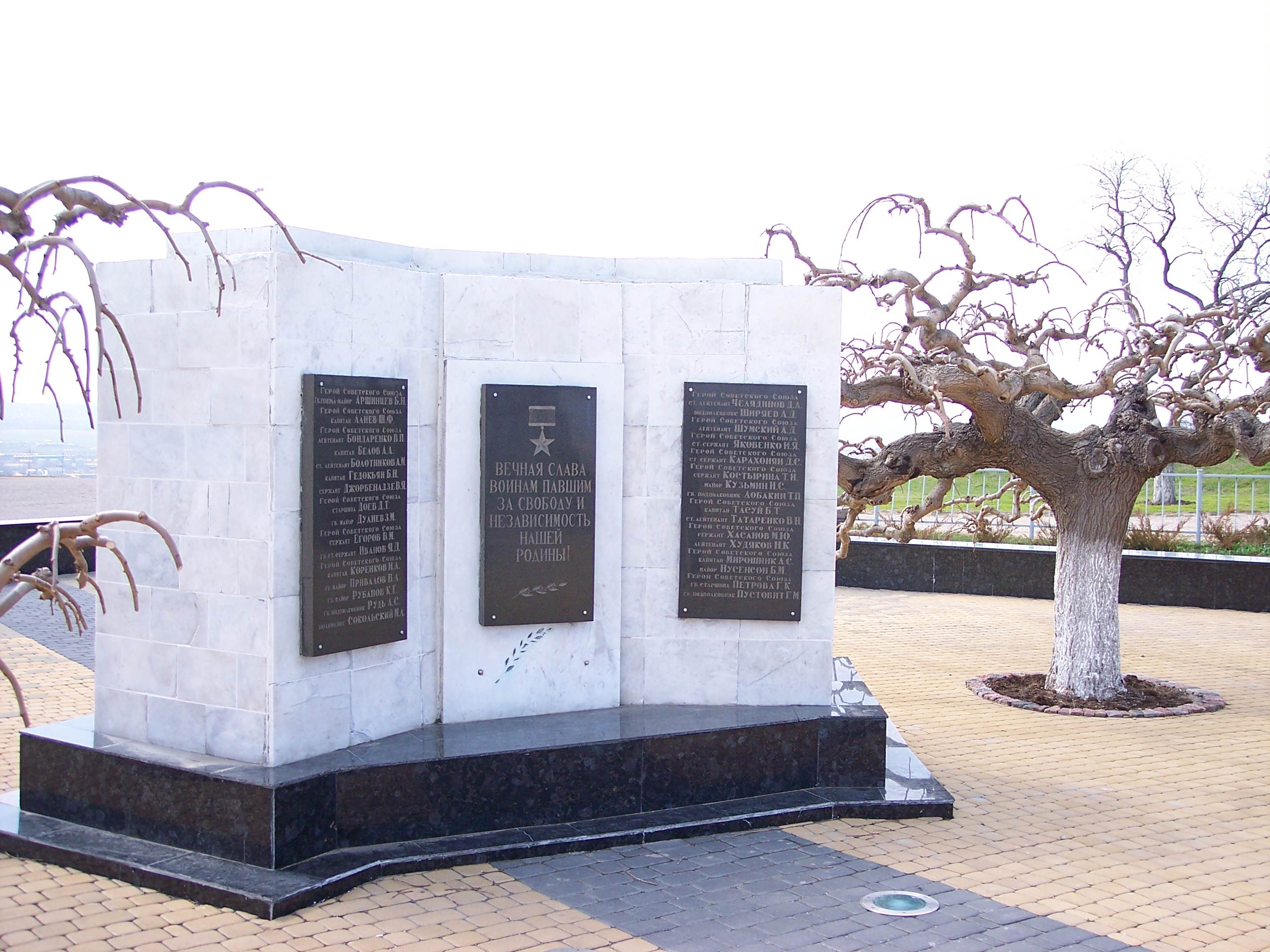
Мемориальные плиты возле Обелиска Славы на горе Митридат, Керчь
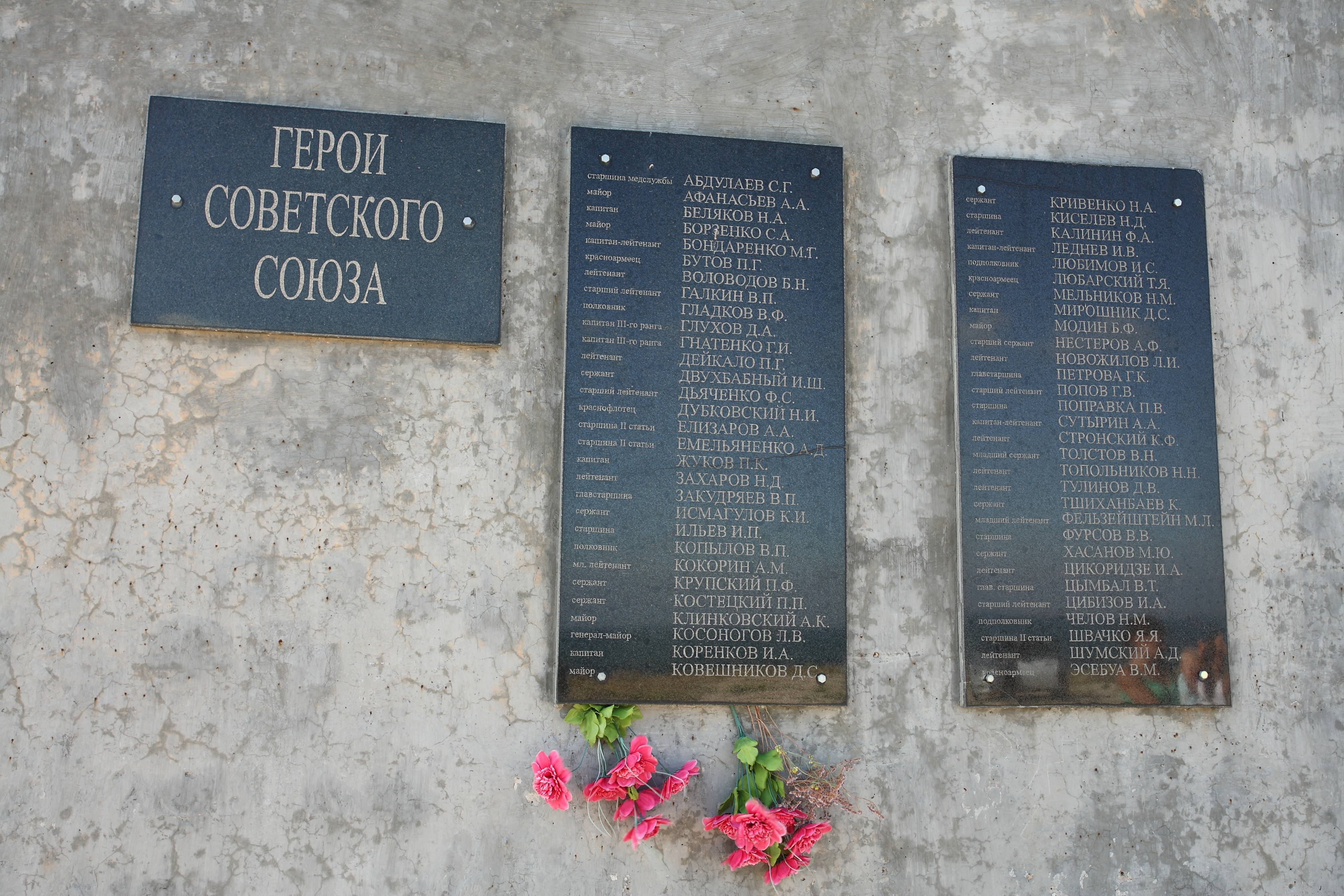
Мемориальный комплекс «Героям Эльтигенского десанта»

В честь Мирошника названы улицы в Керчи, Носовке и Плоском, школа в Плоском, установлен памятный знак в Носовке.